# Sarafina!
Sarafina! (bra: Sarafina! O Som da Liberdade) é o título do filme sul-afro-britano-franco-estadunidense de 1992, do gênero comédia dramático-musical, do diretor Darrell Roodt. Ambientado na África do Sul durante o regime racista que ali vigeu até 1991. A obra conta com a participação de Whoopi Goldberg.

## Enredo
A personagem-título é uma adolescente que mora no bairro segregado de Soweto durante a vigência do Apartheid e mostra suas experiências vividas, sobretudo no ambiente escolar. Ela nutre admiração pelo líder Nelson Mandela mantendo uma foto dele no seu quarto.
Dialogando com o retrato de Mandela, Sarafina revela os seus sonhos de um país livre do preconceito racial. Além dele, ela se inspira na figura da professora Mary Massammbuko, vivida por Whoopi Goldberg, que lhes ensina nas aulas de história a realidade social em que vivem. Após uma tentativa de Mary realizar um show em homenagem a Mandela, que no momento da história se achava preso, sofrem a brutal repressão do regime.
Presa, a jovem estudante passa por sessões de tortura e ainda assiste aos castigos infligidos a seus amigos e colegas; ao sair do cárcere ela, entretanto, está ainda mais decidida a levar adiante o projeto da professora.